# Hennecourt
Hennecourt là một xã, nằm ở tỉnh Vosges trong vùng Grand Est của Pháp. Xã này có diện tích 7,17 km², dân số năm 1999 là 323 người. Xã này nằm ở khu vực có độ cao trung bình 325 m trên mực nước biển.
Dân địa phương tiếng Pháp gọi là Hennécurtiens.

## Hành chính
| Danh sách các xã trưởng                |              |                |      |         |
| Giai đoạn                              | Giai đoạn    | Tên            | Đảng | Tư cách |
|                                        | tháng 3 2008 | Christine Adam |      |         |
|                                        | tháng 3 2001 | Michel Mathieu |      |         |
| Tất cả các dữ liệu trước đây không rõ. |              |                |      |         |

## Biến động dân số
| 1962                                         | 1968 | 1975 | 1982 | 1990 | 1999 |
| -------------------------------------------- | ---- | ---- | ---- | ---- | ---- |
| 172                                          | 178  | 186  | 240  | 286  | 323  |
| Số liệu từ năm 1962: Dân số không tính trùng |      |      |      |      |      |